# Jasmine Sandlas
Jasmine Kaur Sandlas (Jalandhar, 10 febbraio 1995) è una cantante indiana.

## Biografia
Nata a Jalandhar in una famiglia legata al sikhismo, è stata candidata per la prima volta ai Screen Awards nel 2014 grazie alla colonna sonora Mar jawaan, utilizzata nel film Kick. Due anni prima è stato presentato attraverso la divisione indiana della Sony Music l'album in studio di debutto Gulabi, prodotto dal rapper Bohemia.
Nel 2016 ha partecipato nella serie TV sull'emancipazione femminile Angels of Rock, che è andata in onda su MTV India. In seguito le sono stati conferiti due Brit Asia TV Music Awards, uno per la miglior artista femminile e uno per quella internazionale.
Il suo secondo disco, intitolato What's in a Name?, è stato pubblicato nel 2020.

## Discografia

### Album in studio
- 2012 – Gulabi
- 2020 – What's in a Name?

### Singoli
- 2014 – End Karade
- 2014 – Mombatti
- 2015 – Punjab de javak
- 2015 – Machis
- 2016 – Musafira
- 2016 – Sara College
- 2016 – Baddal
- 2016 – The Joke
- 2017 – Laddu (con Garry Sandhu)
- 2017 – Punjabi mutiyaran (feat. Shehzad Deol)
- 2017 – Vachari
- 2017 – Lv di jean
- 2018 – Veera (con Sumit Sethi)
- 2018 – Sip Sip (feat. Intense)
- 2018 – Whiskey di bottal (con Preet Hundal)
- 2019 – Buhe bariyan
- 2019 – Panjeba (con Manni Sandhu)
- 2020 – Illegal Weapon 2.0 (con Garry Sandhu, Tanishk Bagchi e Intense)
- 2020 – Patt lai geya
- 2020 – Ik main kudi punjabi
- 2020 – Guglu muglu
- 2020 – Chunni Black (con Ranbir Grewal)
- 2020 – Bagavat
- 2020 – Nagni
- 2021 – Gaana challe ya na
- 2021 – Mago
- 2021 – Royi na
- 2021 – Thug Life
- 2021 – Yaar na Miley
- 2021 – 36 mere vargiya
- 2021 – Uth na khade
- 2021 – Cali di babe